# The Elder Scrolls V: Skyrim
The Elder Scrolls V: Skyrim je akční fantasy hra na hrdiny (RPG) s otevřeným světem vytvořená společností Bethesda Game Studios a vydaná společností Bethesda Softworks. Jedná se o pátý hlavní díl série akčních fantasy her na hrdiny The Elder Scrolls, které následuje po předchozím dílu The Elder Scrolls IV: Oblivion. Skyrim vyšel 11. listopadu 2011 na platformy PC (Microsoft Windows), PlayStation 3 a Xbox 360.
Hlavní příběhová linie Skyrimu vypráví o boji hlavní postavy (hráče) proti dračímu bohu Alduinovi, Požírači světů, který má podle pradávného proroctví zničit svět. Příběh se odehrává dvě staletí po událostech v Oblivionu ve fiktivní provincii Skyrim, která je nejsevernějším a nejhornatějším teritoriem kontinentu Tamriel ležícím na planetě Nirn. Herní zážitek založený na otevřeném světě, tolik typická deviza série The Elder Scrolls, se navrací i v tomto pátém díle. Hráč má možnost dle přání prozkoumávat krajinu a bez omezení ignorovat či odsunout hlavní úkol. Skyrim byl recenzenty všeobecně vyzdvihován, hra se těšila i vysoké a rapidní prodejnosti: během prvních 48 hodin od jejího vydání hráči zakoupili přes 3,5 milionu kopií.

## Příběh
Skyrim není přímým pokračováním předchozího dílu Oblivion, ale zcela nová kapitola série Elder Scrolls zasazená dvě stě let po událostech v Oblivionu. Smrt Martina Septima a konec vpádu Zapomnění (v originále Oblivion crisis) značí počátek čtvrtého věku. Rod Septimů vymřel, kolovijský vojevůdce Titus Mede II. úspěšně dobyl Imperial City (Císařské Město) a započal tak dynastii Mede. Od oslabené Říše se odtrhnuly provincie Elsweyr, Black Marsh (Černý močál), Valenwood (Valenský les) a Summerset Isles (Letní ostrovy). Summerset Isles a Valenwood, domovina altmerů (vysokých elfů) a bosmerů (lesních elfů), utvořily elfí říši pod názvem Aldmeri Dominion (Aldmerský spolek). Zakládající provincie pak přejmenovali na „Alinor“. Třicet let před začátkem událostí ve Skyrimu započal Thalmor, vládnoucí frakce Spolku, invazi do Hammerfellu a Cyrodiilu. Vyslanec Spolku předložil ultimátum vládnoucímu císaři Říše, Titovi Medeovi II., který jej však odmítnul. Tak začala „Velká válka“. Říše přestála thalmorský útok pouze tak, že souhlasila s podpisem smlouvy jménem White-Gold Concordat (Zlatobílý konkordát), smlouvy zakazující uctívání Talose na území Říše. Po skončení Velké války Thalmor pochytal a pozabíjel naprostou většinu členů frakce Blades (Čepelí), což byli císařovi osobní strážci. Hrstka přeživších Čepelí se uchýlila do ústraní a obrana císaře tak zůstala na starost elitní bezpečnostní jednotce Penitus Oculatus (říšská tajná služba).
Ulfric Stormcloak (Ulfrik Bouřný háv), jarl Windhelmu (Větrný Žleb) založil frakci Stormcloaks (Bouřné hávy), která v reakci na zákaz uctívání Talose (Zakladatel Císařství, bůh The Nines) započala rebelii proti Říši ve snaze odštěpit od ní provincii Skyrim. Ulfric v údajném souboji zabil někdejšího velekrále Torygga. Říše odpověděla rozmístěním Císařské legie (Imperial Legion) na území Skyrimu, aby potlačila hrozbu povstání.
Stejně jako u předchozích dílů Elder Scrolls, i ve Skyrimu začíná hráč jako neznámý zajatec, tentokrát na cestě do vesnice Helgen. Hráče si totiž spletli s povstalcem Stormcloaků a čeká jej poprava. Těsně před setnutím hlavy přiletí Alduin, přeruší popravu a vesnici zničí. Hráč se v průběhu hry dozví, že občanská válka ve Skyrimu je poslední ze série prorockých událostí předpovězených ve svitcích nazývaných Elder Scrolls (Svitky předků), které také předpovídají návrat Alduina, Nordského dračího boha zkázy. Osud Alduinovi předurčil pozřít svět. Hráčova postava představuje posledního „Dovahkiina“, tzv. Dragonborn (Drakorozený). Dragonborn je člověk s dračí duší, bohy předurčený k odražení hrozby, kterou pro Skyrim a celý Tamriel Alduin představuje.

## Herní systém
Nelineární herní systém, v sérii Elder Scrolls již tradiční, je přítomen i v tomto pátém díle hry. Hráč má možnost prozkoumávat svět pěšky či z koňského hřbetu. Ve hře je také přítomna užitečná funkce rychlého cestování do již navštívených lokací. Hráč dostává úkoly od NPC postav. Díky systému třídění a zaznamenávání úkolů, tzv. Radiant Story, se úkoly mohou dynamicky měnit, aby korespondovaly s hráčovými činy a jednáním. Hráč tak má možnost přímo či nepřímo ovlivňovat budoucí úkoly, jejich podobu, a také postavy, případně jejich chování. Systém Radiant Story pak dále směřuje hráčovu interakci se světem prostřednictvím neprozkoumaných lokací a úkolů. Pokud hráč neplní zadané úkoly, může hovořit s NPC, které si mohou vyžádat hráčovu pomoc, nebo naopak nabídnout výcvik. Kromě skriptovaných (předem daných) úkolů hra ještě dynamicky generuje další úkoly, díky čemuž jich má hráč k dispozici neomezený počet. Některé NPC se mohou stát společníky, doprovázet na cestách a pomáhat mu v boji. Hráč se může stát členem různých frakcí, např. Dark Brotherhood (Temné bratrstvo), Companions (Družiníci) apod. Každá takováto frakce má své sídlo a nabízí určitou sadu úkolů, kterou hráč může plnit. Hospodářství měst a vesnic může hráč stimulovat dokončením speciálních úkolů, jako např. farmaření, dolování či utrácení velkého množství peněz v obchodech. Hospodářství se však dá na druhou stranu také ovlivnit záporně, a to např. paděláním účetních knih či okrádáním občanů a vylupováním obchodů.
Při toulkách herním světem může hráč narazit na divokou zvěř a různé bytosti. Mnohé z nich na hráče okamžitě zaútočí. Hlavním pilířem ve hře jsou draci, jejich přítomnost ve hře značně ovlivňuje příběh, herní systém a celkový zážitek z hraní. Aby hra byla reálnější, přidali vývojáři do hry děti. Ale aby nebyl Skyrim známý zabíjením dětí, jsou všechny ve hře nesmrtelné. Tím se hra liší např. od GTA, kde děti vůbec nejsou.[zdroj?].

### Vývoj postavy
Vývoj postavy je hlavním prvkem hry. Na začátku hráč volí z několika lidských, elfích či humanoidních zvířecích ras. Každá z nich disponuje různými vrozenými vlastnostmi a vzhledem. Ve hře je celkem 18 různých dovedností, rovnoměrně se dělí mezi tři školy: bojovníka, mága a zloděje. Hráč postupuje na další úrovně tím, že používá a trénuje dovednosti, čímž získává dostatečné množství zkušeností, které se následně promítnou v postupu na novou úroveň. Předchozí díly Elder Scrolls využívaly systém povolání, který určoval, jaké dovednosti se budou podílet na postupu na vyšší úroveň (a které naopak nikoliv). Odstranění tohoto systému ve Skyrimu umožnilo hráčům, aby se jejich postava sama přirozeně vyvinula podle toho, jaké dovednosti skutečně používají. Jakmile hráčova postava dosáhne nové úrovně, hráč může zvolit tzv. perk, který je u každé dovednosti jiný. Hráč se také může rozhodnout uschovat si možnost volby perku na později.

### Draci a dračí řev
Během vývoje hry byl na tvorbu draků a jejich interakci se světem vyčleněn celý tým.[zdroj?] V herním světě se hráč může setkat s rozličnými druhy draků. Generují se automaticky, což znamená, že jejich počet je nekonečný. Mohou také kdykoliv zaútočit na města a vesnice. Ne všichni draci však jsou nepřátelští, a s takovými draky může hráč vést interakci. V prvních fázích hlavní příběhové linie hráč zjistí, že je Dovahkiin (Drakorozený), díky čemuž disponuje přirozenou schopností sesílat mocná kouzla zvaná dračí řevy, neboli „Thu'um“. Každý řev se skládá až ze tří slov. Síla řevu závisí na tom, kolik slov je při jeho seslání vysloveno. Hráč se může naučit celkem dvacet tři různých Thu'um, která se hráč většinou naučí v jeskyních z tzv. Word Wall. Řevy se lze zpřístupnit poté, co Drakorozený absorbuje dračí duši. Nutnost regenerace řevů omezuje jejich používání.

## Stahovatelný obsah

### Modifikace
Existují i modifikace které lze stáhnout oficiálně na "Steamu" nebo na "Nexusu" (Komunita Modderů)
Modifikace = Změna do hry. Např. nové zbraně, brnění, úkoly atp.

### High Resolution Texture Pack
Jedná se o oficiální vysoko detailní texture pack. Texture pack je možné stáhnout na Steamu.

### Dawnguard
1. května 2012 Bethesda Softworks oznámila první stažitelný add-on pro Skyrim s názvem Dawnguard a 1. června 2012 vyšel trailer. Dawnguard vyšel 26. června 2012 na Xbox 360 s měsíční exkluzivitou, o měsíc později vyšel i na PC. Datum vydání pro PS3 ještě nebyl oznámen. Příběh Dawnguardu se točí kolem klanu upírů a upířích pánů se jménem Volkihar vedených upířím pánem Lordem Harkonem a jejich lovců Dawnguard (Strážci úsvitu) vedených Isranem. Drakorozený má možnost si vybrat mezi lovci nebo upíry. Přidá-li se Drakorozený k upírům, stane se upířím pánem.
Ocenění:
Spike Video Game Awards 2012 – Nejlepší DLC

### Hearthfire
Hearthfire je druhý oficiální add-on pro Skyrim. Byl ohlášen 28. srpna 2012. Hearthfire vyšlo 4. září pro Xbox 360 a 4. října pro PC.
Add-on přidává možnost postavit, zvětšovat a vybavovat si dům úplně podle Vašich představ až na 3 odlišných místech, adoptovat děti, najmout si osobní služebníky jako dopravce, služebníky co Vám poradí kde nakoupit materiály na stavbu domu nebo je rovnou můžete požádat, aby Vám je zašli koupit nebo osobního barda. Dětem lze poručit, aby si šly hrát ven, udělaly domácí povinnosti, apod. Dostupné jsou také nové aktivity jako farmaření, rybaření, včelaření a pečení. Drakorozený také bude muset chránit dům před útoky kolčaváků a obrů.

### Dragonborn
The Elder Scrolls V: Dragonborn je v pořadí již třetí stažitelný obsah. Dragonborn byl vydán 4. prosince 2012 pro Xbox 360, 5. února 2013 pro PC (Windows) a 12. února 2013 pro PlayStation 3.
Rozšíření zavede hráče na ostrov Solstheim, kde se setká s úplně prvním Drakorozeným Miraakem .

## Hudba
Vývojářský tým najal skladatele Jeremyho Soulea, aby pro Skyrim složil hudbu. Tento autor již pracoval na hudbě ke hrám Morrowind a Oblivion, a pro Skyrim složil titulní skladbu s názvem Dragonborn. Ve skladbě Dragonborn zaznívá chór složený z více než třiceti zpěváků, kteří zpívají slova písně v dračí řeči. Kreativní ředitel Todd Howard nastínil svou představu titulní skladby Skyrimu a navrhoval, aby zazněly tradiční tóny série Elder Scrolls zpívané chórem barbarských seveřanů. Jakmile se tohoto nápadu chopil Jeremy Soule, myšlenka se stala realitou. Skladatel nahrál třicetičlenný mužský chór a zkombinoval tři rozdílné zvukové stopy zpěvů, čímž vytvořil dojem devadesátičlenného pěveckého sboru. Dračí jazyk vytvořil výtvarník konceptů Adam Adamowicz, vytvořil také do hry runovou abecedu o třiceti čtyřech znacích. Slovní zásoba dračí řeči se dotvářela podle potřeby; dle slov designéra Bruce Nesmitha, nová slova se do slovníku vytvářela pokaždé, když bylo potřeba (potažmo studio potřebovalo) něco nového v dračí řeči povědět.
Stejně jako u dvou předchozích dílů, i soundtrack ke Skyrimu se prodává exkluzivně přes distributorskou firmu Jeremyho Soulea, DirecSong. Soundtrack byl ohlášen 4. listopadu 2011. Vydán byl výhradně na čtyřech audio CD ve stejnou dobu jako samotná hra. Veškeré předobjednávky provedené do 23. prosince byly podepsány přímo skladatelem.

## Ohlasy na hru
| Agregátor  | Skóre                                                                                                |
| ---------- | --- |
| Metacritic | PC: 94/100 PS3: 92/100 X360: 96/100 PC (Special Edition): 74/100 PS4: 81/100 XONE: 82/100 NS: 84/100 |

| Udělil        | Skóre  |
| ------------- | ------ |
| Famicú        | 40/40  |
| GameSpot      | 9/10   |
| GameTrailers  | 9,3/10 |
| IGN           | 9,5/10 |
| OPM (UK)      | 7/10   |
| PC Gamer (UK) | 94 %   |
| X-Play        | [ 30 ] |
| Wired         | 10/10  |

The Elder Scrolls V: Skyrim se od recenzentů těšil všeobecné chvály. Stránky shrnující hodnocení z mnoha zdrojů, jako např. GameRankings či Metacritic udělují verzi na Xbox 360 hodnocení 95,16 % a 96/100, PC verzi 94, 30 % a 91/100, verze pro PlayStation 3 dosáhla 88,00 % a 92/100.
Server IGN uvedl: „Jedná se o okouzlující hru, která vás vtáhne do nádherného světa plného možností… Skyrim je jednou z nejlepších dosud vydaných her na hrdiny.“ The Guardian napsal: „Skyrim je jedním z nejrozsáhlejších počinů, jaké budou mít hráči letos možnost zažít. Ten obrovský rozsah celého dobrodružství… je ohromující.“ Wired.com uvedl: „Nejúžasnějším úspěchem hry je skutečnost, že představuje ráj pro ty, kteří rádi utíkají před realitou. Narazíte skutečně pouze na minimum skriptovaných úkolů, které nestojí za to projít.“ GameSpot přidal komentář: „Skyrim je schopen toho nejvelkolepějšího kouzla: takového, které vás připraví o pořádné množství času, než si toho vůbec stačíte všimnout.“ Joystiq napsal: „Tohle je ten nejhlubší a nejkrásnější svět, jaký byl kdy ve hře pro jednoho hráče nabídnut k prozkoumání.“[zdroj?] Famicú udělilo Skyrimu hodnocení 40/40, což z této hry učinilo historicky první titul vyvinutý zcela mimo japonské firmy, který si od tohoto serveru vysloužil absolutní hodnocení.[zdroj?]
Recenzenti PC verzi hry vyčítali uživatelské rozhraní, které je podle slov některých navrženo čistě pro konzolové ovladače a nehodí se na tradiční klávesnici a myš. Oficiální magazín PlayStation (UK) (Official PlayStation Magazine UK) kritizoval technické problémy a nevyhnul se pocitu, že hra není dodělaná. Celkově však hru ohodnotil dobrým hodnocením.
Co se týče České republiky, hra byla přijata s převažujícím nadšením. Server games.cz udělil hře hodnocení 10/10 s verdiktem: „Ve svých nejhorších chvílích Skyrim klopýtá o popletenou umělou inteligenci, pády na desktop a nedomyšlený inventář. V těch nejlepších je novodobým králem žánru.“ Eurogamer.cz udělil taktéž hodnocení 10/10. Část jeho verdiktu zní: „Skyrim suverénně vytesává nové standardy pro RPG s otevřeným herním světem a je dosud tím nejlepším, co kdy v tomto specifickém žánru vzniklo. … Hodnota Skyrimu nemá dnes obdoby a vzhledem k aktivní komunitě vezměte jed na to, že tohle je jistá investice na dlouhá léta dopředu.“ Časopis SCORE uděluje hodnocení 91/100, hru označuje zatím jako nejlepší díl The Elder Scrolls. Časopis/server LEVEL /hrej.cz uděluje hodnocení 10/10 a přidává verdikt: „Nic než čarovná krása otevřeného, komplexního a pulzujícího světa vlastní kultury. Skyrim je právoplatným hitem letošního roku.“

## Česká lokalizace
Hra vyšla v České republice s profesionální českou lokalizací (české titulky, dabing zůstal originální v angličtině). Jedná se o jednu z nejrozsáhlejších lokalizací, které v České republice kdy spatřily světlo světa. Pro distributorskou společnost Cenega Czech (která hru vydala) ji připravila společnost Comgad (Computer Games Distribution – bývalá česká pobočka polské firmy CD Projekt). Česká lokalizace titulu The Elder Scrolls V: Skyrim stála 1,25 milionu Kč a čítá přes 3000 normostran textu. Z celkových 3000 stran tvoří texty knih ve hře 830 stran, 1800 dialogy a 500 stran ostatní texty.